# Музей локомотивного депо Вологда
Музей локомотивного депо Вологда — залізничний музей, розташований на території локомотивного депо Вологда за адресою: вулиця Можайського, 15-а. Відвідуваність музею становить менше 500 чоловік в рік, так як регулярна екскурсійна діяльність не ведеться.

## Історія
В кінці 50-х років XX століття в будівлі клубу локомотивного депо Вологди була влаштована кімната бойової і трудової слави. У 1978 році спільним рішенням керівництва депо і профкому у клубі створили «Музей бойової і трудової слави». Матеріали для нього збирали по крупицях в краєзнавчому музеї та в сімейних архівах працівників депо. У музеї проводилися екскурсії для учнів технікуму та училищ, школярів та вихованців дитсадків. Надходять в депо молодих робітників знайомили з історією підприємства.
У 2000-ті роки будівля клубу перестало експлуатуватися із-за аварійного стану. З цієї ж причини перестав функціонувати і музей.
17 вересня 2009 року музей повторно відкрився в будівлі цеху експлуатації депо. Завдяки адміністрації депо і працівникам профспілкового комітету вдалося повністю зберегти всі експонати зі старого музею.

## Експозиція
Експозиція розгорнута у залі площею 110 м² і на відкритому майданчику. У музеї знаходяться понад 500 експонатів залізничної тематики, що демонструють історію локомотивного депо. Особливий інтерес представляють чудово збережені фотографії колективу депо починаючи з 1906 року і до кінця XX століття. Експозиція музею постійно поповнюється історичними матеріалами з архіву локомотивного депо.
Стенди основного залу висвітлюють такі теми:
- Дореволюційний період
- Військові дії першої половини XX століття
- Повоєнний відбудовний період
- Соціалістичне змагання 1960-1980-ті роки
- Трудові династії

На відкритому майданчику встановлені на вічну стоянку натурні зразки локомотивів:
- паровоз ЛВ-0197
- тепловоз 2ТЭ10В-3491
- тепловоз ЧМЕ3-713

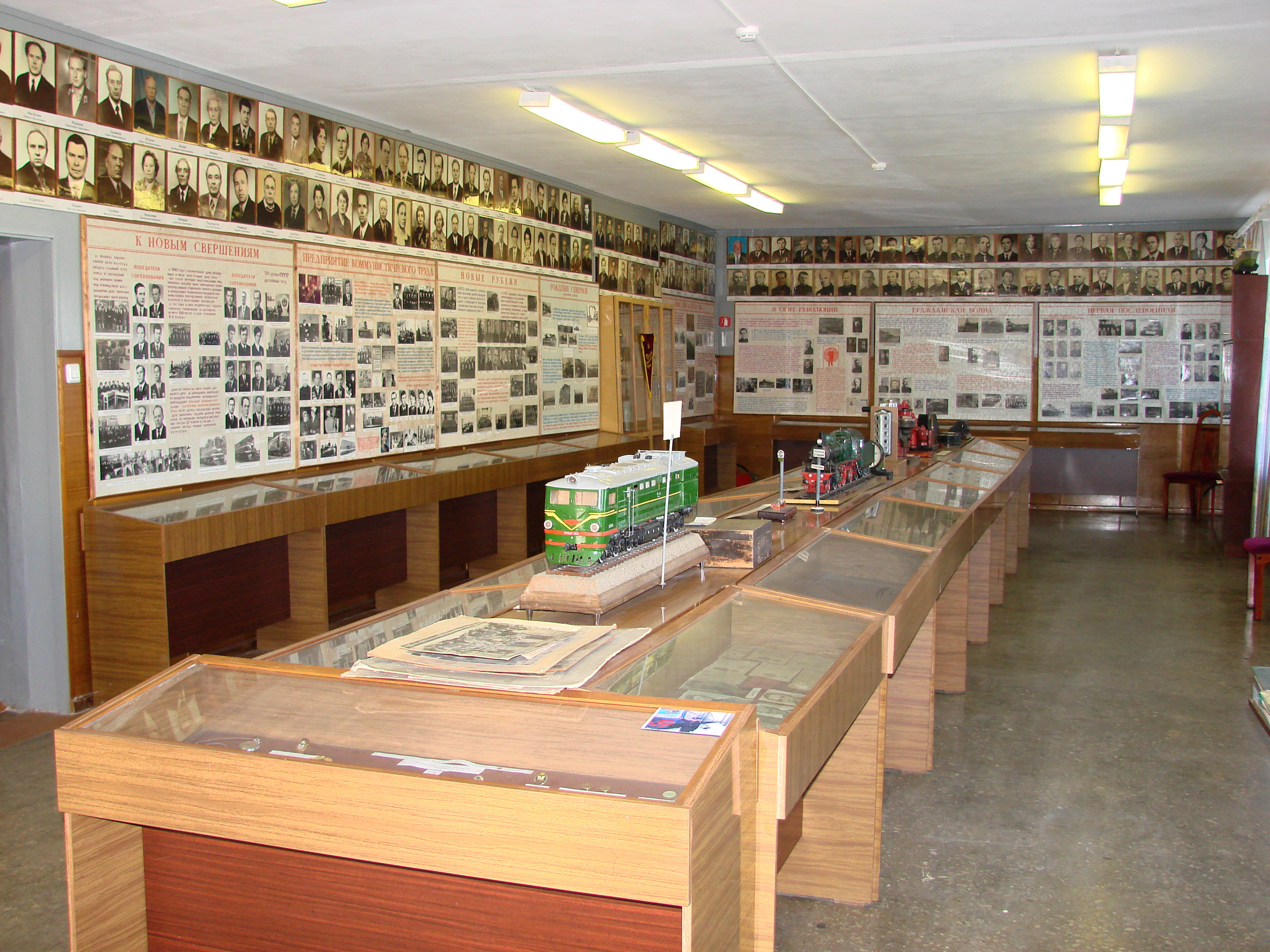
Основний зал
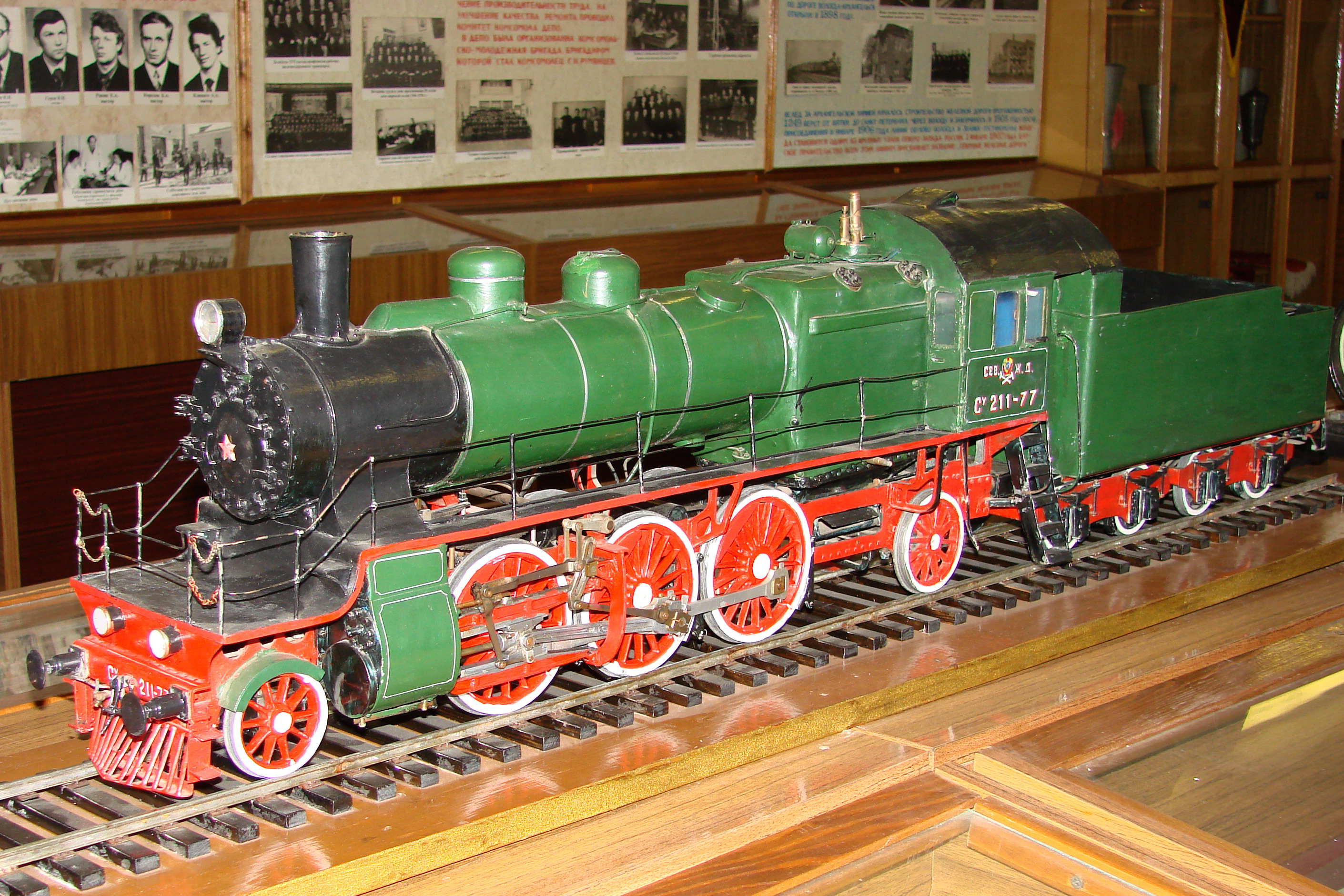
модель паровоза Зу
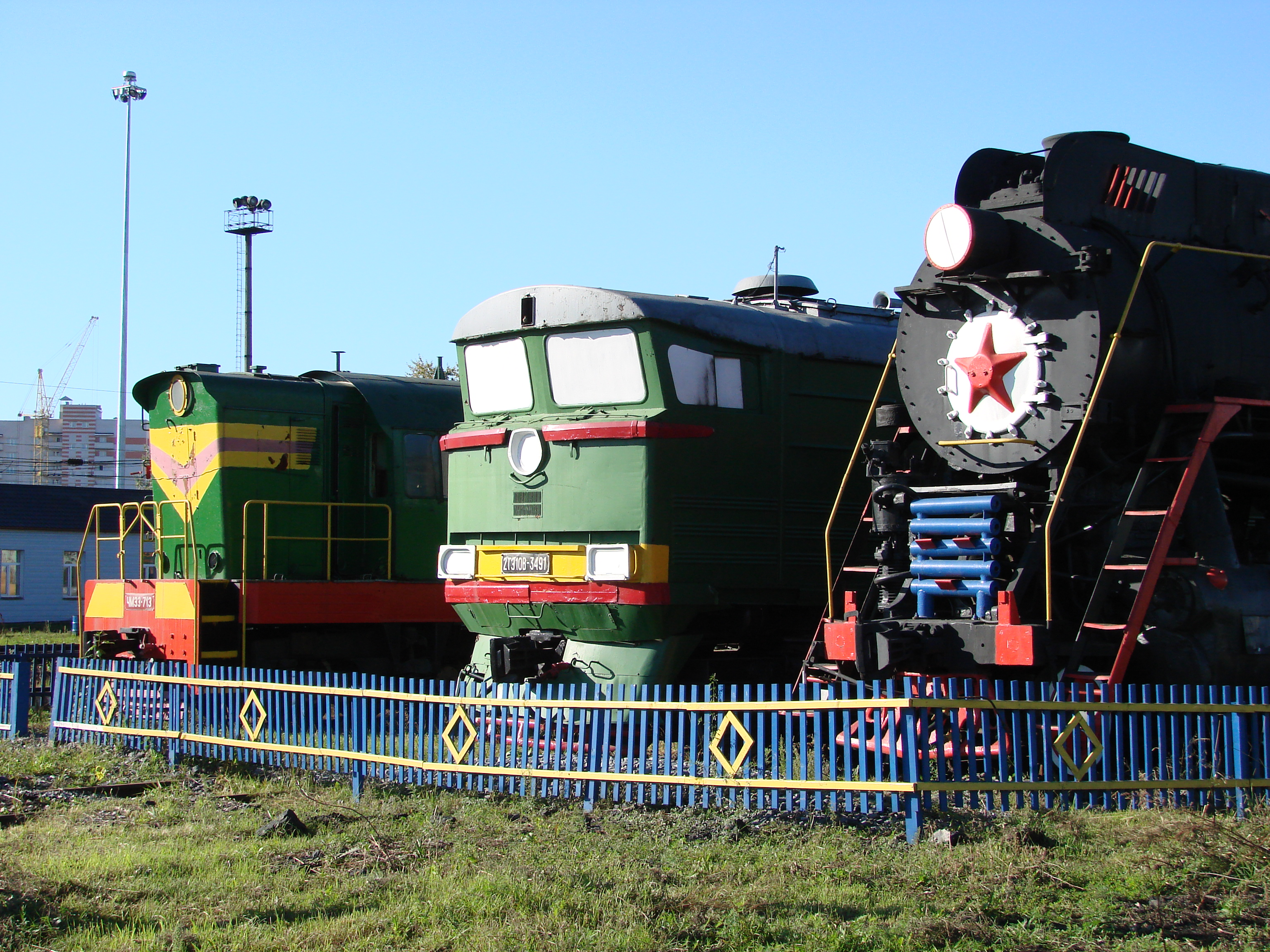
Відкритий майданчик